# Leucaena greggii
Leucaena greggii är en ärtväxtart som beskrevs av Sereno Watson. Leucaena greggii ingår i släktet Leucaena och familjen ärtväxter. IUCN kategoriserar arten globalt som sårbar. Inga underarter finns listade i Catalogue of Life.